# Silkworm (misil)
Las series SY (chino: 上游; pinyin: Shàngyóu; literalmente 'Río arriba') y HY (chino: 海鹰; pinyin: Hǎiyīng; literalmente 'Águila de mar') fueron los primeros misiles de crucero antibuque (ASCM) desarrollados por la República Popular China del misil soviético P-15 Termit. Entraron en servicio a finales de la década de 1960 y siguieron siendo los principales ASCM desplegados por la Armada del Ejército Popular de Liberación hasta la década de 1980. Los misiles fueron utilizados por la República Popular China y clientes de exportación para desarrollar misiles de ataque terrestre.
El nombre Silkworm ("gusano de seda") se usa popularmente para toda la familia SY y HY. Como nombre de informe de la OTAN, se aplica únicamente a la variante terrestre del HY-1.